# إدوارد فان ديك
إدوارد فان ديك (مواليد 22 مارس 1918 - الوفاة 22 أبريل 1977) كان دراج بلجيكي في صنف سباق الدراجات على الطريق.

## سباقات أو مراحل فاز بها
- طواف فرنسا
- طواف إسبانيا

## روابط خارجية
- إدوارد فان ديك على موقع أرشيف الدراجات (الإنجليزية)
- إدوارد فان ديك على موقع إحصائيات الدراجات الإحترافية (الإنجليزية)
- إدوارد فان ديك على موقع CycleBase (الإنجليزية)